# Monte Rosso (Alpi Venoste)
Il Monte Rosso (3.337 m s.l.m. - scritto anche Monterosso - Roteck in tedesco) è una montagna delle Alpi Venoste nelle Alpi Retiche orientali. È la montagna più alta della Giogaia di Tessa.
Si trova in Provincia di Bolzano e contorna la Val Senales.